# Björntjärnen (Bjurholms socken, Ångermanland)
Björntjärnen är en sjö i Bjurholms kommun i Ångermanland och ingår i Lögdeälvens huvudavrinningsområde.